# Traf-O-Data
Traf-O-Data foi uma parceria comercial entre Bill Gates, Paul Allen e Paul Gilbert que existiu na década de 1970. O objetivo era ler os dados brutos dos contadores de tráfego rodoviário e criar relatórios para engenheiros de tráfego. A empresa teve apenas um sucesso modesto, mas a experiência foi fundamental na criação da Microsoft Corporation alguns anos depois.

## Contagem de tráfego

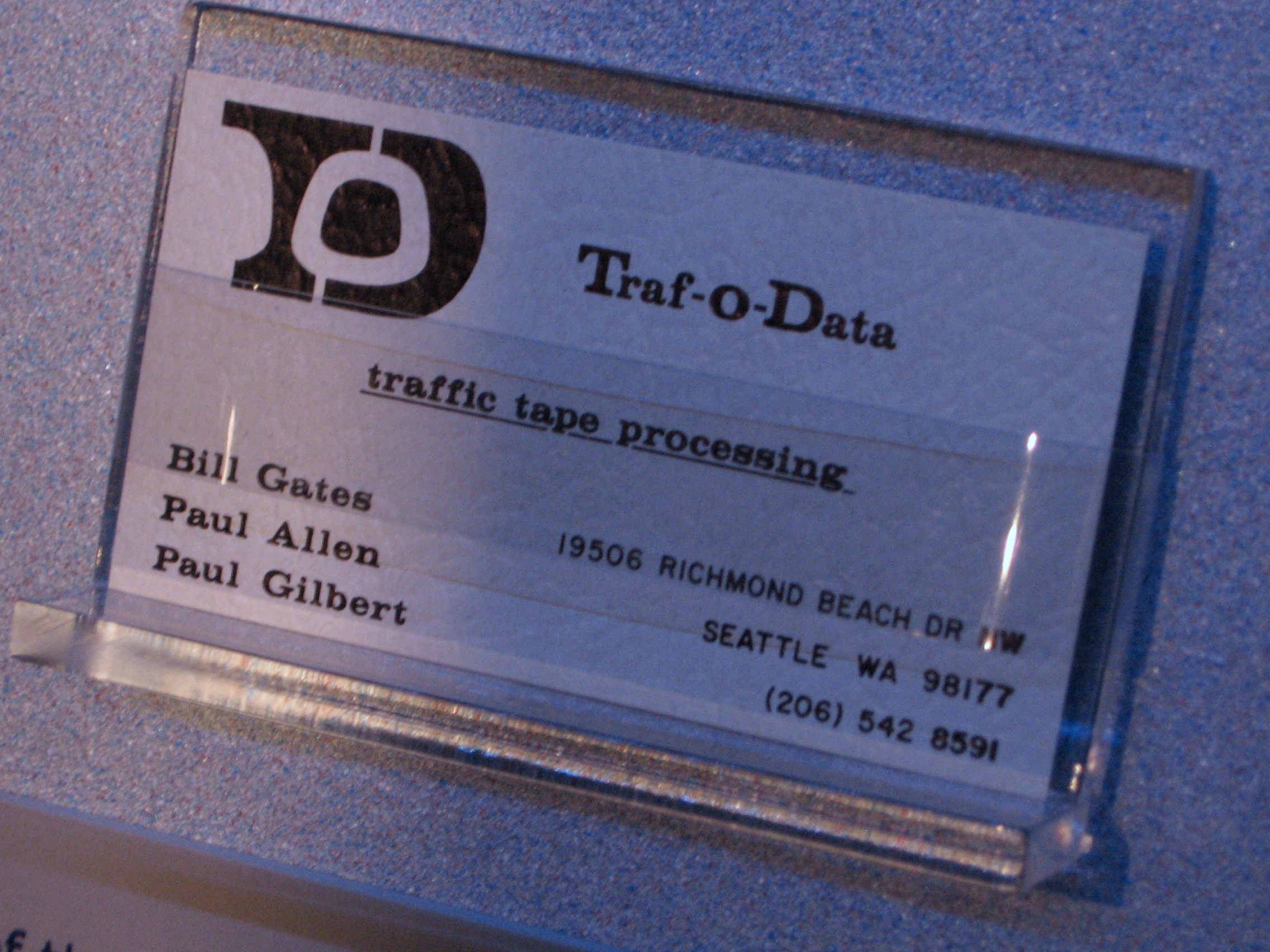
Cartão de visita mostrando os nomes de Gates, Allen e Gilbert do Museu de História Natural e Ciência do Novo México

Os governos estaduais e locais frequentemente realizam pesquisas de tráfego com um contador de tráfego pneumático. Mangueiras de borracha são esticadas sobre uma estrada e as rodas dos veículos que passam criam pulsos de ar que são registrados por um contador na estrada. Na década de 1970, as contagens eram registradas mecanicamente em um rolo de fita de papel. O tempo e o número de eixos foram perfurados como um padrão de 16 bits na fita de papel. (A fita de papel comum do Teletype usa apenas 7 bits.) As cidades contratariam empresas privadas para traduzir os dados em relatórios que os engenheiros de tráfego poderiam usar para ajustar semáforos ou melhorar estradas.
Bill Gates e Paul Allen eram estudantes do ensino médio na Lakeside School, em Seattle. O Lakeside Programmers Group ganhou tempo de uso gratuito em vários computadores em troca da criação de programas de computador. Gates e Allen pensaram que poderiam processar os dados de tráfego de forma mais barata e rápida do que as empresas locais, construindo um computador que pudesse processar todas as fitas de tráfego usando o processador Intel 8008. O objetivo era vender essas máquinas para estados e governos locais como uma ferramenta para economizar tempo e custos.
Como Gates e Allen não sabiam como construir um computador capaz de processar dados em fitas de papel, eles recrutaram Paul Gilbert para ajudar na construção de um protótipo que pode ler manualmente os padrões de furos na fita de papel e transcrever os dados em cartões de computador. Gilbert tornou-se o terceiro sócio. Gates então usou um computador na Universidade de Washington para produzir os fluxogramas de tráfego. (O pai de Paul Allen era bibliotecário na UW.) Este foi o início do Traf-O-Data.

## Hardware de Traf-O-Data

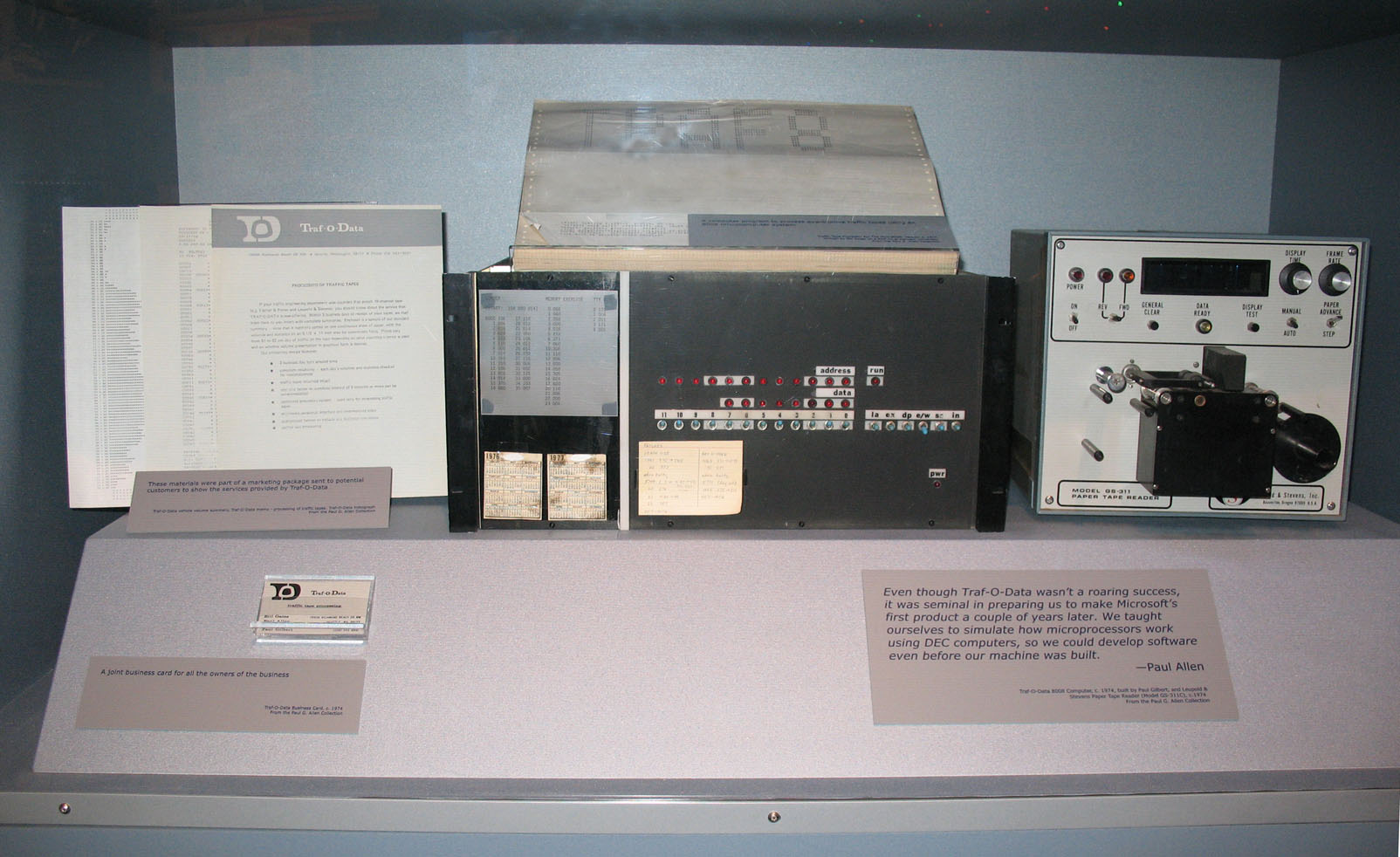
Computador Traf-O-Data 8008 com leitor de fita

O próximo passo foi construir um dispositivo para ler as fitas de trânsito diretamente e eliminar o tedioso trabalho manual. O microprocessador Intel 8008 foi anunciado em 1972 e eles perceberam que ele podia ler as fitas e processar os dados. Allen havia se formado e estava matriculado na Universidade Estadual de Washington. Como nem Gates nem Allen tinham experiência em design de hardware, eles ficaram inicialmente perplexos.
Gates e Allen tinham um amigo, Paul Wennberg, que, assim como eles, ficava na Control Data Corporation, perto da Universidade de Washington, pedindo tempo livre no computador mainframe. Wennberg, mais tarde fundador da Triakis Corporation, era um estudante de engenharia elétrica na Universidade de Washington. No decorrer dos acontecimentos, Gates e Allen mencionaram que estavam procurando alguém que montasse um computador para eles de graça. Eles precisavam de alguém bom o suficiente para construir um computador a partir de peças e diagramas encontrados em uma revista de informática. Wennberg conversou com seu amigo, Wes Prichard, que sugeriu a Wennberg que Gates e Allen fossem até o prédio de Física da UW, agora conhecido como Mary Gates Hall, para conversar com Paul Gilbert, outro estudante de engenharia elétrica, que trabalhava no laboratório de rastreamento de alta energia. Foi lá que Paul Gilbert foi abordado pela dupla para se tornar sócio da Traf-O-Data.
Naquele ano, Gilbert, peça por peça, enrolou os fios, soldou e montou, a partir de componentes elétricos, o microcomputador funcional. Miles Gilbert, irmão de Paul Gilbert, um designer gráfico e desenhista, ajudou a empresa iniciante a projetar o logotipo da empresa. Gates e Allen começaram a escrever o software. Para testar o software enquanto o computador estava sendo projetado, Paul Allen escreveu um programa de computador no PDP-10 da WSU que emularia o microprocessador 8008.
Embora o plano fosse fabricar e vender as máquinas:
| “ | "... quando o cara do Condado de Seattle veio ver, não funcionou. Acabamos tendo um sucesso razoável, mas não muito... apenas processando as fitas. No início, era um processo muito manual. Depois, usamos este protótipo que construímos para fazer isso. Então, ganhamos um dinheirinho e nos divertimos um pouco com isso." | ” |
|   | — Bill Gates, Smithsonian. |   |

Mais tarde, o Estado de Washington ofereceu serviços gratuitos de processamento de tráfego para as cidades, acabando com a necessidade de contratantes privados, e todos os três principais passaram para outros projetos. A verdadeira contribuição do Traf-O-Data foi a experiência que Gates e Allen adquiriram, habilidades que eles usaram para escrever o Altair BASIC para o computador MITS Altair 8800:
| “ | Embora o Traf-O-Data não tenha sido um sucesso estrondoso, foi fundamental para nos prepararmos para o desenvolvimento do primeiro produto da Microsoft alguns anos depois. Aprendemos a simular o funcionamento dos microprocessadores usando computadores da DEC, para que pudéssemos desenvolver software antes mesmo de nossa máquina ser construída. | ” |
|   | — Paul Allen. |   |